# Gruppo guanidinico
Gruppo in cui un carbonio centrale ibridato sp2 lega 3 atomi di azoto, di cui uno con legame π. Questo gruppo caratterizza l'amminoacido arginina, ma lo si trova anche creatina e fosfocreatina. La sua formula è -NH-C(=NH2+)-NH3.
1. ↑   Lehninger Principles of Biochemistry – Nelson & Cox.